# Sun Yujie
Sun Yujie (kinesiska: 孙 玉洁), född den 10 augusti 1992 i Anshan, Kina, är en kinesisk fäktare som ingick i Kinas lag som tog OS-guld i damernas lagtävling i värja i samband med de olympiska fäktningstävlingarna 2012 i London. Hon tog även ett silver i lagtävlingen i värja vid olympiska sommarspelen 2016 i Rio de Janeiro.